# Jankel Adler
Jankel Adler (26. července 1895, Tuszyn, Lodž, Polsko – 25. dubna 1949, Aldbourne, Londýn, Anglie) byl polský malíř a tiskař.

## Život a osudy
Narodil se v židovské rodině jako sedmé z deseti dětí. V jedenácti letech vstoupil do učení u svého strýce, zlatníka a rytce. Po roce 1913, kdy se s rodinou přestěhoval do Německa, studoval na Uměleckoprůmyslové škole v Barmen u Wiethüchteru. Od roku 1922 pobýval s Ernstem a Campendonkem v Düsseldorfu. Stal se také členem Rýnské secese. V letech 1931–1933 vyučoval na Akademii v Düsseldorfu a stýkal se s Paulem Klee. V těchto letech také zachraňoval své dílo před nacisty v Polsku. V roce 1935 měl první samostatnou výstavu a později další, např. v Itálii, v Československu a v Rusku. V roce 1937 byl jedním z umělců, jejichž díla byla vystavena na Entartete Kunst v Mnichově. Také se v tomto roce setkal v Cagnes-sur-Mer s Picassem. Od té doby se Jankelův malířský styl stal monumentálnějším a barevně intenzivnějším. V roce 1940 sloužil jako dobrovolník v polské armádě na Západě (Polskie Siły Zbrojne na Zachodzie). V roce 1941 musel ze zdravotních důvodů odejít, žil poté v Kirkcudbright ve Skotsku. Od roku 1943 až do smrti žil v Aldbourne u Londýna.
Byl vychován v židovském duchu, jeho obrazy se řadí k nábožensko-mystickému lyrismu.
Jankelova tvorba se nejprve pohybovala mezi Kleem a Picassem, potom však expresivní znázorňování přírody a subjektivní zobrazování vlastních zážitků vystřídalo přísné, až slavnostně hierarchické uspořádání obrazu. Individuální pohled podléhá typizaci, subjektivita je objektivizována. Adlerovy pozdní obrazy v sobě mají mlčenlivou vážnost a do rýnské umělecké krajiny, nakloněné spíš dekorativnosti francouzského umění, vnášejí východoevropskou hodnotu.

## Dílo
- Král David
- Dva rabíni
- Rabínova poslední hodinka